# Benjamin Kornfeld
Benjamin Kornfeld (* 27. Juli 1985 in Bielefeld) ist ein deutscher Schauspieler.

## Leben
Benjamin Kornfeld wuchs in seinen ersten 20 Jahren in Bielefeld auf, wo er unter anderem am Stadttheater Bielefeld erste Theatererfahrungen im Jugendclub sammelte. 2006 zog er nach Köln, wo er privaten Schauspielunterricht nahm. Parallel studierte Kornfeld Theaterwissenschaften an der Ruhruniversität Bochum, bevor er von 2009 bis 2013 am MUK in Wien Schauspiel studierte.
Es folgten Arbeiten als Schauspieler im Theater Drachengasse Wien, am Klagenfurter Ensemble, beim Kulturjahr Graz mit dem Projekt Born To Fake sowie in der Produktion Alles ist Plüsch - Ein Leben in Seufzern in Zusammenarbeit mit dem TAK Liechtenstein. 2020 gründete er zusammen mit Claudia Carus und Christiani Wetter das Theaterkollektiv Fiese Matenten. 2022 folgte eine Arbeit zusammen mit dem portugiesischen Ensemble mala voadora in Porto.
Seine erste Drehbucharbeit als Co-Autor war für den Kurzfilm Nackte Männer im Wald (2022) unter der Regie von Paul Ploberger. Benjamin Kornfeld ist für das Sound Art Festival Sonic Territories in der Organisation tätig.
Im Februar 2021 war Kornfeld Teil der Initiative #ActOut im SZ-Magazin, zusammen mit 184 anderen lesbischen, schwulen, bisexuellen, queeren, intergeschlechtlichen und transgender Personen aus dem Bereich der darstellenden Künste.

## Theater (Auswahl)
- 2022: Nero - Er wollte doch nur spielen, Regie: Alexander Hauer, Sommerspiele Melk
- 2020: Die lächerliche Finsternis, Regie: Josef Maria Krasanovsky, Klagenfurter Ensemble
- 2019: Der Große Marsch, Regie: Josef Maria Krasanovsky, Klagenfurter Ensemble
- 2017: Faust 3, Regie: Josef Maria Krasanovsky, Klagenfurter Ensemble[3]
- 2017: Wind / Stille, Regie: Roman Hutter & Teresa Kovacs, Theater Drachengasse
- 2016: Nachrichten aus dem Schleudersitz, Regie: Josef Krasanovsky, Kosmos Theater Wien[4]
- 2016: Mustermann, Regie: Roman Hutter & Teresa Kovacs, Mimamusch Festival
- 2015: Whiteout (Performance), Regie: Martina Maggale, Id/l
- 2015: Fairy Dust, Regie: Katharina Paul, Theater Drachengasse
- 2014: Räuber - Experiment, Regie: Matthias Hartmann, Burgtheater Wien
- 2013: Was Ihr Wollt, Regie: Philip Stemann, MUK Wien

## Filmografie (Auswahl)
- 2012: Grimms Snow White, Regie: Rachel Goldenberg[5]
- 2014: Der Schwindel, Regie: Cristóbal Hornito
- 2015: Verfolgung, Regie: Martina Maggale, Filmakademie Wien
- 2016: Leben im Epilog, Regie: Cristóbal Hornito, Hook Films
- 2016: Nunca, Regie: Hanna Hofstätter, Filmakademie Wien
- 2019: Nackte Männer im Wald, Regie: Paul Ploberger
- 2020: Der Liebhaber meiner Frau, Regie: Dirk Kummer, ARD Degeto[6]